# Лапино (Брянская область)
Лапино — село в Почепском районе, Брянской области, России, на территории Бакланского сельского поселения. Население — 147 жителей (2013 год).
Расположено в 22 км к юго-западу от города Почепа, у границы с Погарским районом.
Приобрело новый статус в результате проведения муниципальной реформы в 2005 году, при преобразовании дореформенного Бакланского сельсовета.

## История
Впервые упоминается в 1723 году в «Описании старой Малороссии».
В первой половине XVII в. деревня Лапин была незначительным поселением, так как в 1729 году местные старожилы не помнили, в чьём владении оно находилось до изгнания поляков.
Филарет Гумилевский приводит данные на 1690 г.: "Универсал гетмана от 5 мая 1690 г. «презентовал нам пан Терентій Ширяй, сотник бакланский универсал антецесора нашего гетмана Самойловича и права давние вечистые покойному родичу его данные, Гавриле Ширяю, атоманови бакланскому, на грунта купленные и наданние: в селе Михайловке млин на р. Войне и у Баклани грунт сеножатый».
С возникновением Бакланской сотни, в Баклани была учреждена ратуша, которой «прислушало» несколько сёл, но последними распоряжались одинаково как сотенные, так ратушные урядники. При генеральном следствии о местностях, бакланские старожилы показали о свободных сёлах, что при Самойловиче и его преемниках «войсковие сёла только под ведением зоставали сотенных и ратушных бакланских урядников, а не в подданстве были сёла: Ковалёво, Балыкино, Татищево, Коростелёво, Нельжичи, Дегово, Щокотово, Рудня, Плевки, Журавлёво, Шершевичи, Вязовск, Шняки, Бучки, Пукосин, Кожемяки, Лапин и Вялки; з которих то сёл и деревень обиклие доходи збировали сотенные и ратушние урядники и з оних роздавали едни — до двору гетманского, другие — на полковника стародубовского, а иние — на наезды и на переходы великороссийских чрез Баклань полков и на прочие общие сотенные и меские росходи за ведомом и определением власти войсковой».
Ратуша зависела непосредственно от сотника. «Грунтовые» лапинские крестьяне принадлежали к гетманскому двору, а бобыли отбывали общественные повинности. В 1718 году все крестьяне были отданы сотнику Антипу Соколовскому.
На Баклань и на упомянутые сёла притязал и светлейший князь А. Д. Меньшиков, уже получивший во владение Почеп. В его письме к гетману читаем:«Ваша ясновельможность, извольте, по своей к нам приязни, дать универсал на Бакланскую сотню, которая издревле поселена на почепской земле».
С 1760 года лапинские крестьяне поступили в «потомственное» владение К. Г. Разумовского.

## Население
| 2010 | 2013 |
| ---- | ---- |
| 158  | ↘147 |

## Хозяйственная деятельность
Лапино до настоящего времени живёт и развивается, несмотря на удалённость от районных центров и важнейших авто- и ж/д дорог.
В XX веке в селе был основан колхоз, который потом входил в совхоз (затем — ОПХ «Баклань», элитно-семеноводческое хозяйство), который в конце 90-х гг. прекратил своё существование, техника была распродана.

## Проезд
Около Лапино из Баклани в Почеп есть дорога — через Рудню. Время в пути 30.
В настоящее время постоянного автобусного сообщения с Почепом нет. Ходит маршрутное такси, а также постоянно ходит маршрутное такси из Брянска.

## Достопримечательности
В 1900 году в Лапино строится церковь. В последующее время этот храм, существовал и в советское время, но был сожжён злоумышленником. В селе не сохранилась деревянная церковь. Стены были рублены из брёвен без остатка и обшиты снаружи и внутри тесом, основание кирпичное. Была характерна для Брянщины среди деревянных храмов начала XX века, выполненных в русском стиле.